# Marina Oswald Porter
Marina Nikolayevna Oswald Porter (rojena kot Prusakova; rusko: Марина Николаевна Прусакова) rusko ameriška farmacevtka, * 17. julij 1941, Severodvinsk, Ruska SFSR, Sovjetska zveza.
Je nekdanja žena Leea Oswalda Harveya, atentatorja na ameriškega predsednika Johna F. Kennedyja. Z Oswaldom se je poročila med njegovim začasnim pobegom v Sovjetsko zvezo in se z njim preselila v ZDA. Imela sta dva otroka. V Leejev atentat na Kennedya ni bila vpletena, je pa med zaslišanji Warrenove komisije pričala proti Oswaldu. Ponovno se je poročila dve leti po Oswaldovem umoru.